# Huljajpole
Huljajpole (ukrajinski: Гуляйполе) je grad u Zaporoškoj oblasti u jugoistočnoj Ukrajini. Grad ima oko 17.000 stanovnika.
Selo Huljajpolje osnovano je 1770-ih kao predstraža za zaštitu od Krimskog Kanata.
1785. godine uprava Katerinoslavskog namjesništva зобов'язало Novomoskovski zemni sud osnovati na obalama Hajčura državnu vojnu slobodu Huljaj-Polje (ukr. Гуляй-Поле). Naziv su dali preseljenici iz mjesta Huljajpilja (današnji Novomirgorod, središta rajona u Kirovogradskoj oblasti, poljodjelci koje je Potemkin prodao radi naseljenja u Novu Rusiju. Ime novom naselju Huljajpolje dali su u sjećanje na rodno mjesto, a Potemkin preimenovao je ovo mjesto u Zlatopilj.
Huljajpole je poznato kao rodno mjesto ukrajinskog anarhista Nestora Mahna. Prije ruske aneksije Krimskog Kanata, grad je bio naseljen većinski kozačkim stanovništvom.
U razdoblju Ruske revolucije (1917. – 1921.), Huljajpole se nalazilo na prostoru sukoba nekoliko vojski, prvenstveno Crvene armije,  vojske ukrajinskih nacionalista, Bijele garde i anarhističke Mahnovščine. Kao najbolji dokaz nestabilnosti tih godina služi činjenica da je grad bio osvajan čak 16 puta.